# Ibis (album)
Ibis (1975) è il terzo e ultimo album degli Ibis, pubblicato nel 1975.

## Tracce
Lato A
1. Premessa – 2:02 (Di Palo, Tortora, Laugelli)
2. Narratio – 7:35 (Di Palo, Tortora, Laugelli)
3. Dedicated to Janis Joplin – 6:00 (Di Palo, Tortora, Laugelli)
4. Passa il tempo – 3:50 (Di Palo, Salvi, Laugelli)

Durata totale: 19:27
Lato B
1. Ritrovarci qui – 6:00 (Di Palo, Tortora, Laugelli)
2. Strada – 7:49 (Di Palo, Tortora, Laugelli)
3. Keep on Movin' – 5:07 (Di Palo, Tortora, Laugelli)

Durata totale: 18:56
Edizione CD del 1994, pubblicato dalla Polydor
1. Premessa – 2:00 (Di Palo, Tortora, Laugelli)
2. Narratio – 7:30 (Di Palo, Tortora, Laugelli)
3. Dedicated to Janis Joplin – 5:56 (Di Palo, Tortora, Laugelli)
4. Passa il tempo – 3:47 (Di Palo, Salvi, Laugelli)
5. Ritrovarci qui – 5:57 (Di Palo, Tortora, Laugelli)
6. Strada – 7:43 (Di Palo, Tortora, Laugelli)
7. Keep on Movin' – 5:05 (Di Palo, Tortora, Laugelli)
8. Noi – 3:30 (Di Palo, Salvi, Rhodes) – Bonus Track

Durata totale: 41:28

## Musicisti
- Nico Di Palo - chitarra, voce
- Renzo Tortora - chitarra, voce
- Frank Laugelli - basso
- Pasquale Venditto - batteria

Note aggiuntive
- Ibis - produzione
- Nino Jorio - tecnico del suono (Studio J.S. Bach di Milano), missaggi
- Pino Ciancioso - tecnico del suono (Studio Phonogram di Milano)
- Dario Bontempi - rimasterizzazione in digitale (studio Eclisse di Milano)[1]